# Lijst van personen geboren in Washington D.C.
Dit is een chronologische lijst van personen geboren in Washington D.C., de hoofdstad van de Verenigde Staten.

## Geboren in Washington D.C.

### 1800–1899

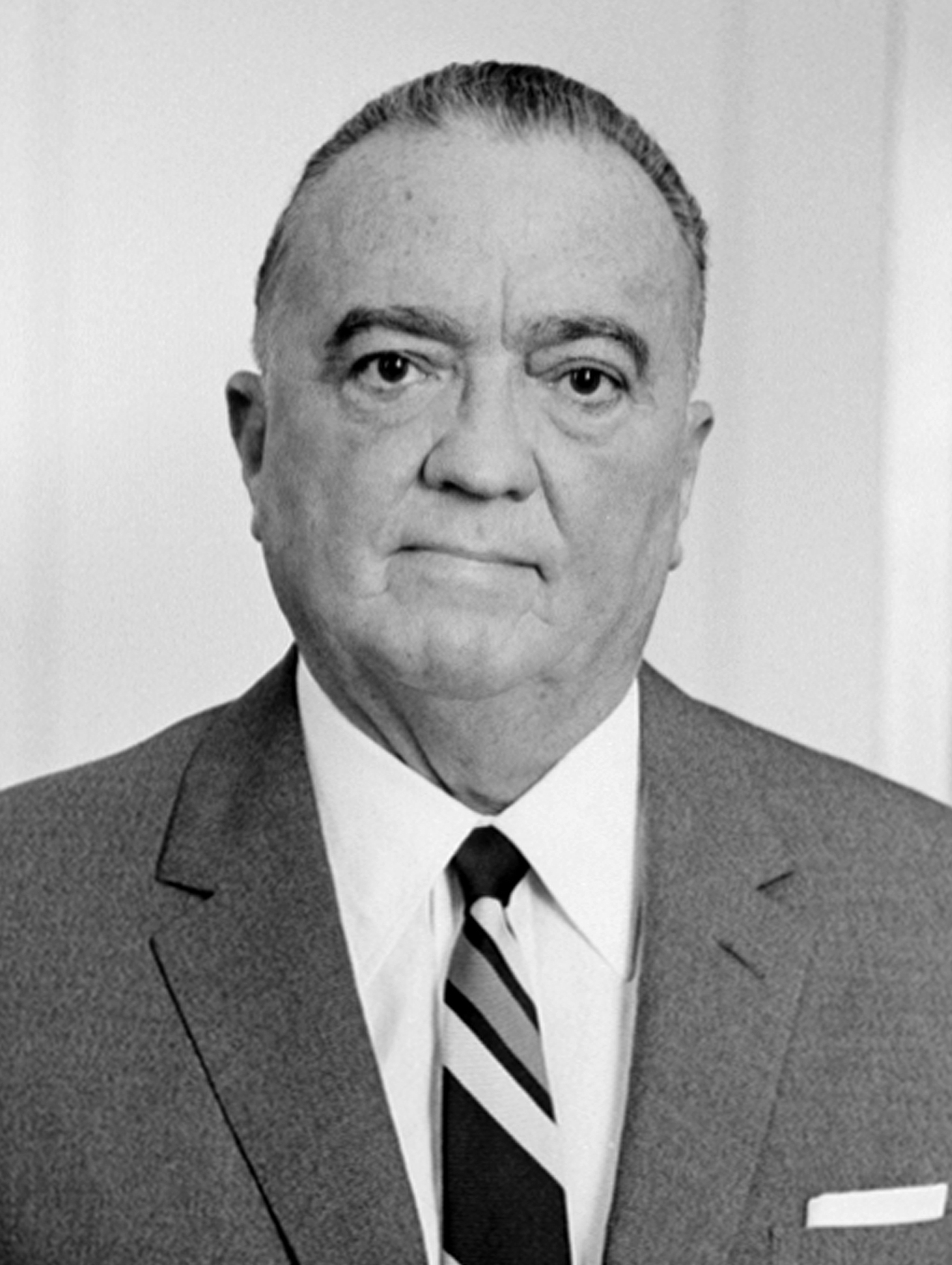
Directeur FBI J. Edgar Hoover (1895–1972)

- John Philip Sousa (1854-1932), componist en dirigent
- Billie Burke (1884-1970), actrice
- John Foster Dulles (1888-1959), politicus
- Monta Bell (1891-1958), filmproducent en regisseur
- Alan Hale sr. (1892-1950), acteur
- J. Edgar Hoover (1895-1972), directeur FBI
- Duke Ellington (1899-1974), jazzcomponist, pianist en orkestleider

### 1900–1929
- Helen Hayes (1900-1993), actrice

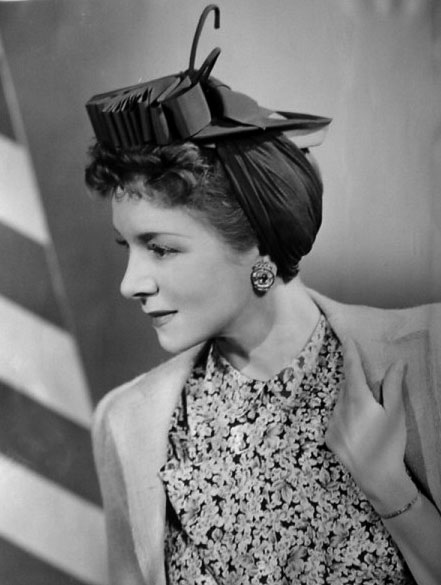
Actrice Helen Hayes (1900–1993)

- Julian Steward (1902-1972), antropoloog
- Alonzo Church (1903-1995), wiskundige en logicus
- Ovie Alston (1905 of 1906-1989), jazztrompettist
- Raymond Davis jr. (1914-2006), natuur-, scheikundige en Nobelprijswinnaar (2002)
- Norman Ramsey (1915-2011), natuurkundige en Nobelprijswinnaar (1989)
- Evelyn Boyd Granville (1924-2023), wiskundige
- Andy Stanfield (1927-1985), atleet
- John Warner (1927-2021), politicus
- Edward Albee (1928-2016), toneelschrijver
- Jimmy Cobb (1929-2020), jazzdrummer

### 1930–1939

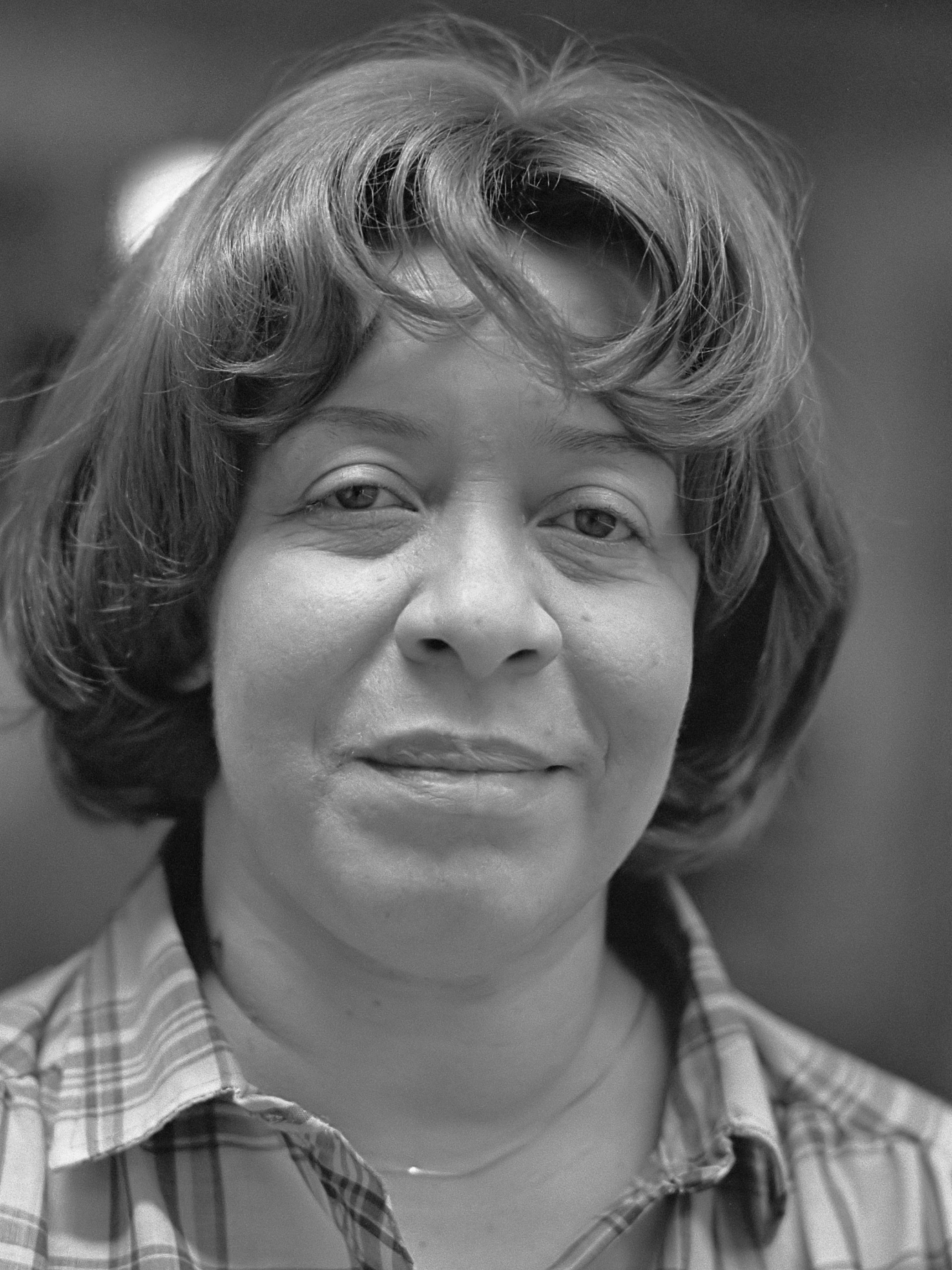
Jazz-zangeres en pianiste Shirley Horn (1934–2005)

- Frances Sternhagen (1930-2023), actrice
- Ira Sullivan (1931-2020), jazzmuzikant
- Elgin Baylor (1934-2021), basketballer
- Shirley Horn (1934-2005), jazz-zangeres en -pianiste
- Robert McFarlane (1937-2022), nationaal veiligheidsadviseur
- Robert Coleman Richardson (1937-2013), natuurkundige en Nobelprijswinnaar (1996)
- Ted White (1938), schrijver, redacteur
- Eugene James Martin (1938-2005), kunstenaar
- Pat Buchanan (1938), journalist en politicus
- Marvin Gaye (1939-1984), zanger
- Maury Povich (1939), presentator

### 1940–1949

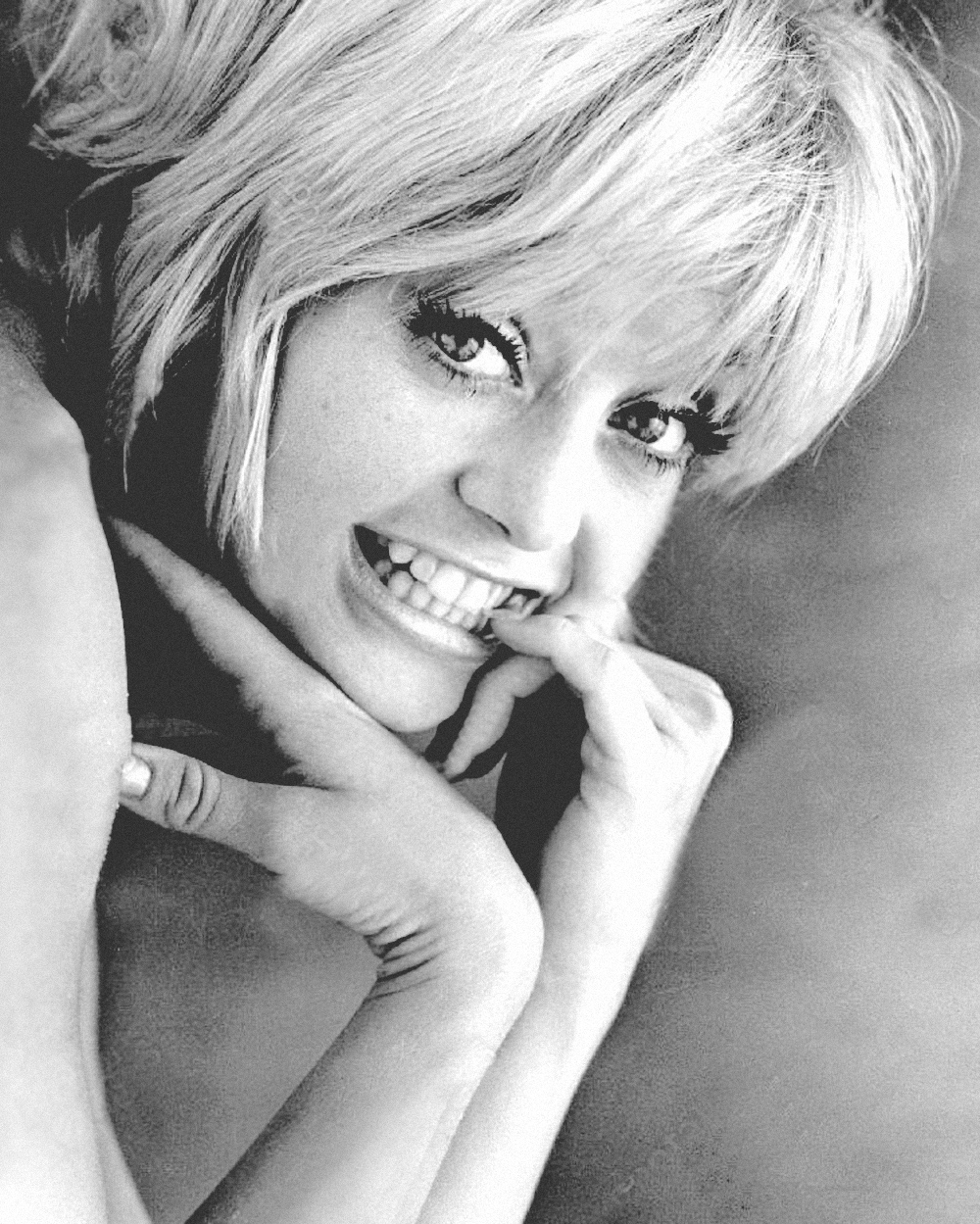
Actrice Goldie Hawn (1945)

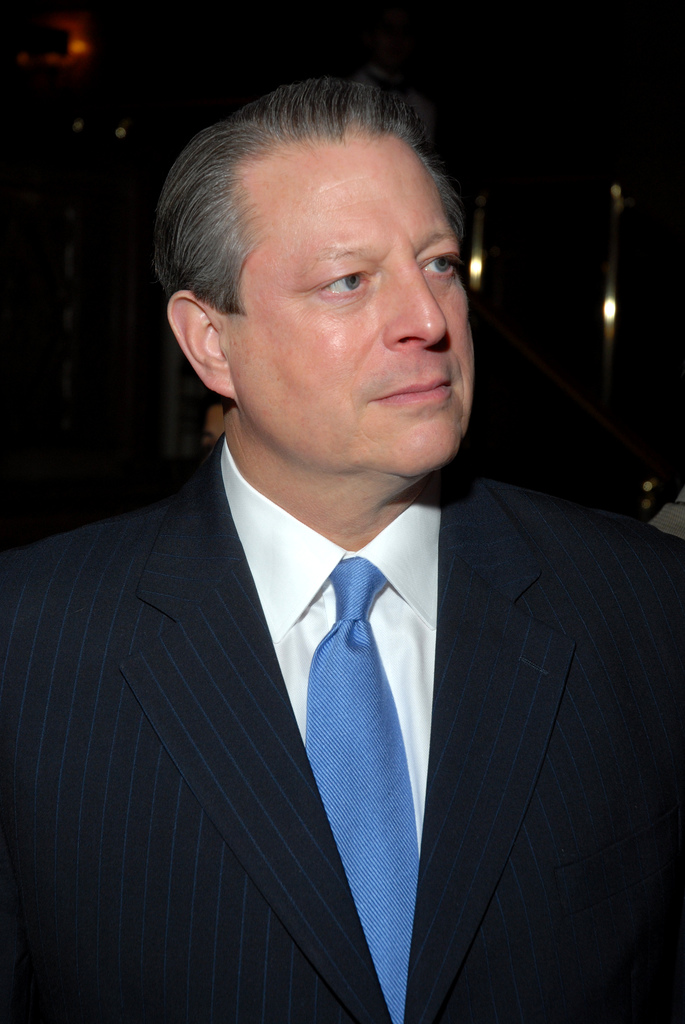
Politicus Al Gore (1948)

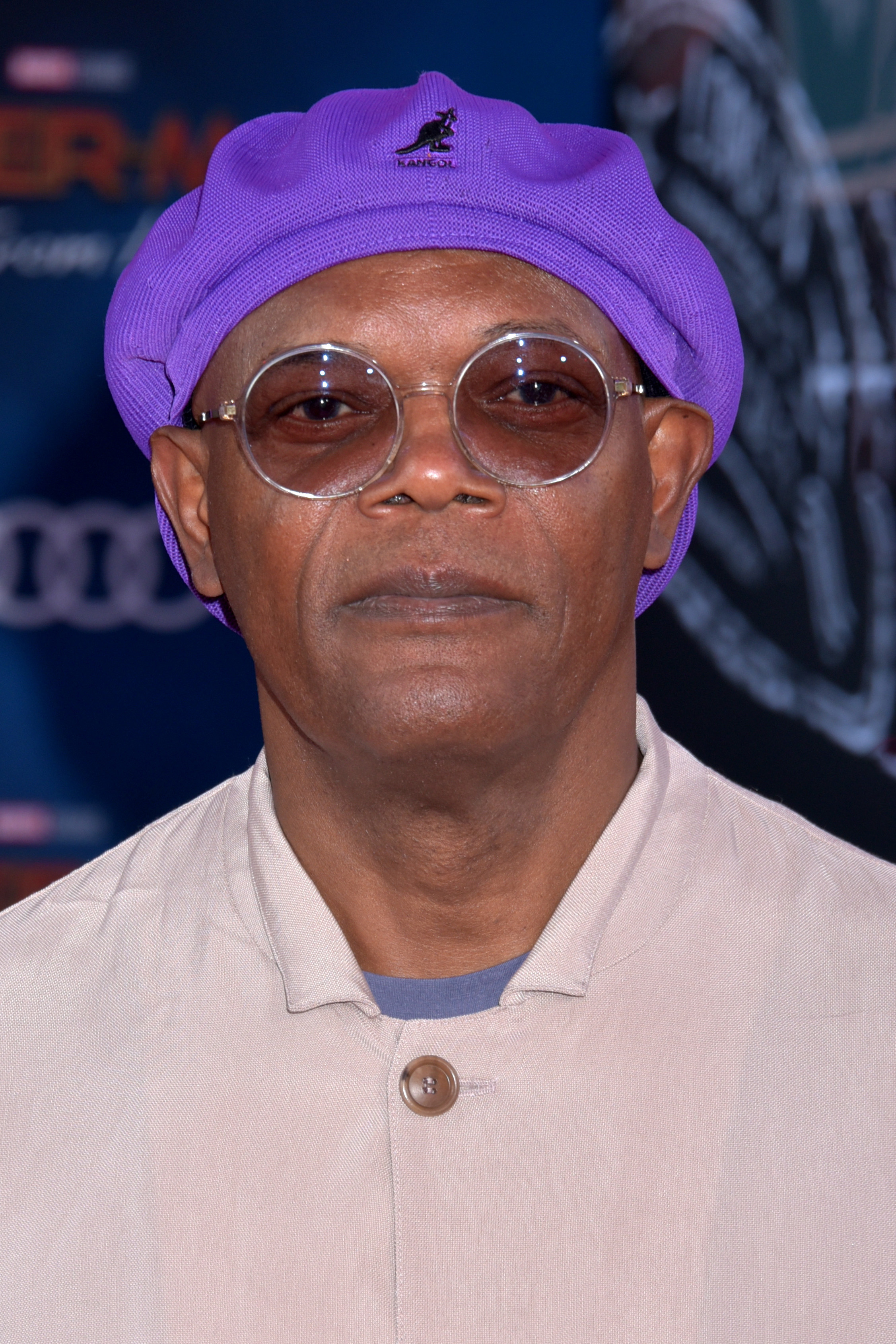
acteur Samuel L. Jackson (1948)

- Van McCoy (1940-1979), discoproducer
- Jorma Kaukonen (1940), gitarist (Jefferson Airplane, Hot Tuna)
- Frederick Gregory (1941), astronaut
- David Gross (1941), natuurkundige en Nobelprijswinnaar (2004)
- Peter Tork (1942-2019), muzikant en acteur, bassist van The Monkees
- Christopher Sims (1942), wetenschapper, econoom en winnaar prijs van de Zweedse Rijksbank voor economie (2011)
- Robert Stewart (1942), astronaut
- Edward Herrmann (1943-2014), acteur
- Carl Bernstein (1944), journalist
- Jack Casady (1944), basgitarist (Jefferson Airplane, Hot Tuna)
- Armistead Maupin (1944), schrijver
- Jim Doyle (1945), gouverneur van Wisconsin (2003-2011)
- John Heard (1945-2017), acteur en filmproducent
- Goldie Hawn (1945), actrice
- Michael Nouri (1945), acteur
- Blair Brown (1946), actrice
- William Thurston (1946-2012), wiskundige
- Jonathan Banks (1947), acteur
- Al Gore (1948), vicepresident van de Verenigde Staten (1993-2001), senator en Nobelprijswinnaar (2007)
- Gregory Itzin (1948-2022), acteur
- Samuel L. Jackson (1948), filmacteur
- Deborah Shelton (1948), actrice en Miss USA (1970)
- Roger Aaron Brown (1949), acteur
- Cotter Smith (1949), acteur

### 1950–1959
- William Hurt (1950-2022), film- en theateracteur
- David Ignatius (1950), journalist en auteur
- Lisa Najeeb Halaby (1951), koningin van Jordanië
- Miguel Sandoval (1951), acteur en filmregisseur
- Andy Paley (1952-2024), songwriter, producer, componist en multi-instrumentalist
- Timothy Carhart (1953), acteur
- Nan Goldin (1953), fotografe
- Robert F. Kennedy jr. (1954), advocaat, milieuactivist en auteur
- Ned Lamont (1954), gouverneur van Connecticut
- Meg Thalken (1954), actrice
- Tony Todd (1954-2024), acteur
- Phil Wiggins (1954-2024), mondharmonicaspeler
- Joseph Siravo (1955-2021), acteur en filmproducent
- Arleen Sorkin (1955-2023), actrice
- Melissa Belote (1956), zwemster; olympisch kampioene
- Larry Hogan (1956), gouverneur van Maryland
- Clifton Powell (1956), acteur, filmproducent en filmregisseur
- J.A. Preston (1957), acteur
- Joseph Siravo (1955-2021), acteur en filmproducent
- Scott Plank (1958-2002), acteur

### 1960–1969

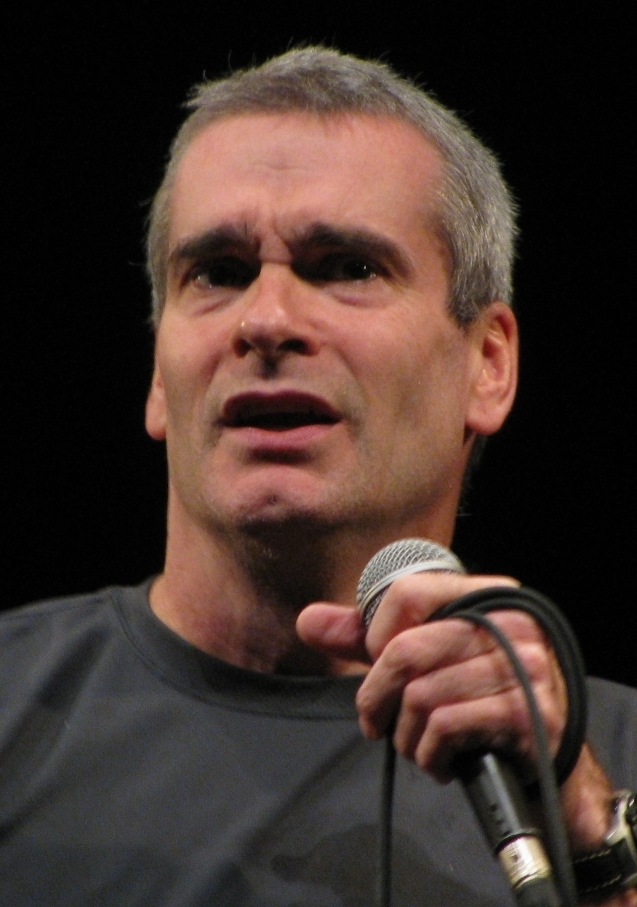
Zanger Henry Rollins (1961)

- Michelle Nicastro (1960-2010), actrice en zangeres
- John F. Kennedy jr. (1960-1999), advocaat, journalist en uitgever
- Christopher Meloni (1961), acteur
- Henry Rollins (1961), zanger, dichter, acteur
- Alvin Drew (1962), astronaut
- Delaney Williams (1962), acteur
- Joanna Going (1963), actrice
- Lisa Nowak (1963), astronaute
- Stephen Colbert (1964), televisiepresentator, acteur en komiek
- Greg Howard (1964-2023), jazzgitarist
- Jeryl Prescott (1964), actrice, filmregisseuse, filmproducente en scenarioschrijfster
- Susan Rice (1964), politica
- Bernard Greene (1965-2023), rapper bekend als B.G. the Prince of Rap
- Brett Kavanaugh (1965), rechter
- Alexandra Wentworth (1965), actrice, filmproducente, scenarioschrijfster en comédienne
- Jeffrey Wright (1965), filmacteur en toneelspeler
- Max Casella (1967), acteur
- David Costabile (1967), acteur
- Orlagh Cassidy (1968), actrice
- Cory Booker (1969), senator voor New Jersey
- Erik King (1969), acteur
- Judson Mills (1969), acteur
- Adam Riess (1969), astrofysicus en Nobelprijswinnaar (2011)
- Robin Weigert (1969), actrice

### 1970–1979
- Andrea Baker (1970), actrice
- Josh Stamberg (1970), acteur
- Charles Baker (1971), acteur
- Allen Johnson (1971), hordeloper
- Pete Sampras (1971), tennisser
- Rick Yune (1971), acteur

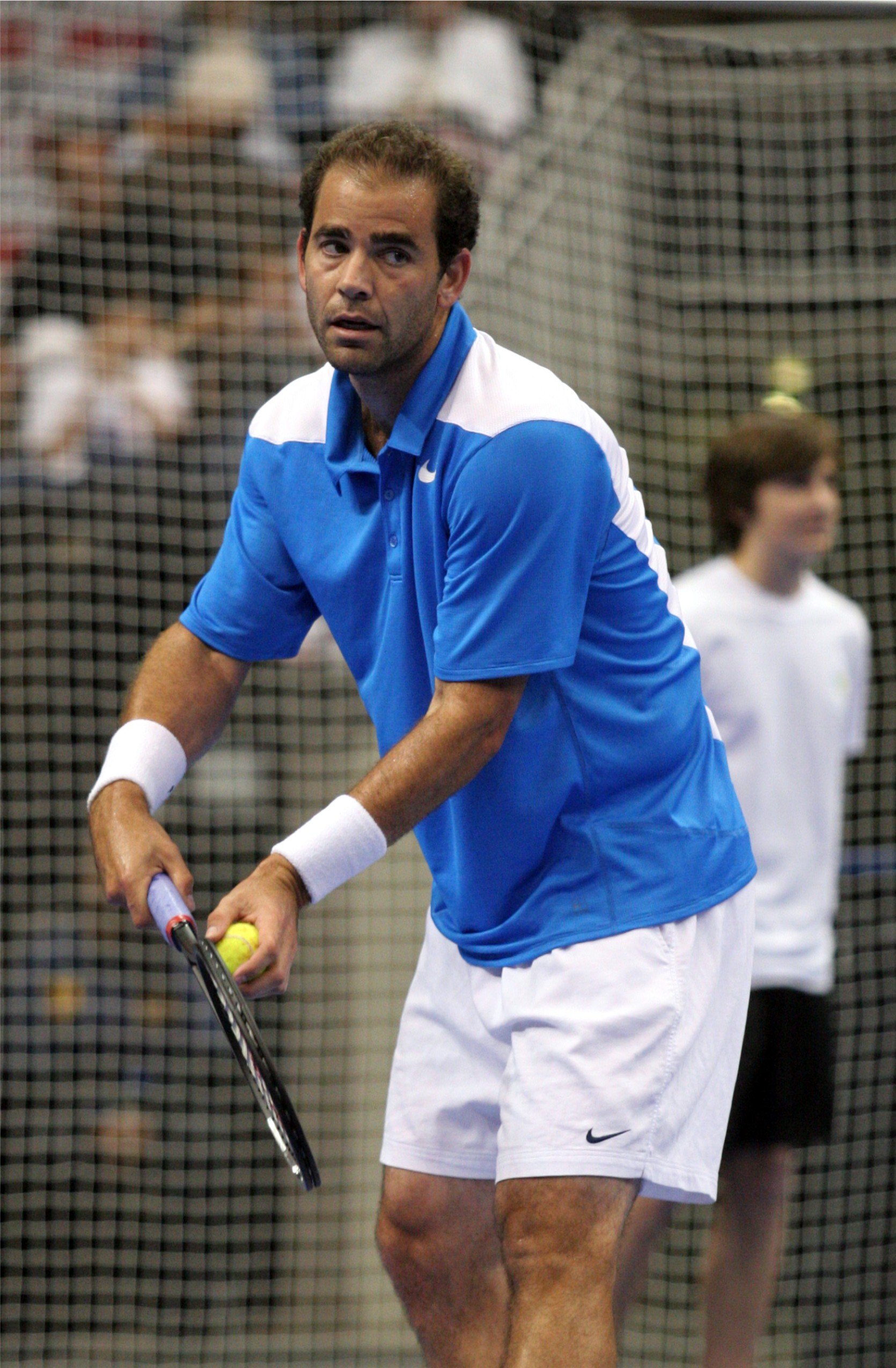
Tennisser Pete Sampras (1971)

- Muriel Bowser (1972), Democratisch politica; burgemeester van Washington DC sinds 2015
- Theo Parrish (1972), deephouseproducer
- Lauren Bowles (1973), actrice
- Dave Chappelle (1973), komiek en acteur
- Michael Ealy (1973), acteur
- Paige Moss (1973), actrice
- J. August Richards (1973), acteur
- Laz Alonso (1974), acteur
- Alyson Hannigan (1974), actrice
- Melissa Sagemiller (1974), actrice
- Zak Bagans (1977), tv-persoonlijkheid
- Jonathan Safran Foer (1977), schrijver
- Teddy Sears (1977), acteur
- Gbenga Akinnagbe (1978), acteur, filmproducent, scenarioschrijver en freelanceschrijver
- Brian Hallisay (1978), acteur
- Mýa (1979), R&B-zangeres
- Emily Swallow (1979), actrice

### 1980–1999
- Demetrius Grosse (1981), acteur
- Eden Riegel (1981), (stem)actrice
- Jenna Lamia (1982), actrice, filmproducente, scenarioschrijfster en stemactrice
- Oguchi Onyewu (1982), voetballer
- Kelela Mizanekristos (1983), zangeres
- Jamie Gray Hyder (1985), actrice
- Samira Wiley (1987), actrice en model
- Theoson Siebatcheu (1996), voetballer
- Corey Hawkins (1988), acteur
- Katie Ledecky (1997), zwemster
- Conor McDermott-Mostowy (1999), langebaanschaatser

### Vanaf 2000
- Masai Russell (2000), atlete
- Phoebe Bacon (2002), zwemster

### Niet exact bekend
- Malaya Rivera Drew (1985), actrice
- Paul James, acteur